# 13.ª Meia-Brigada da Legião Estrangeira

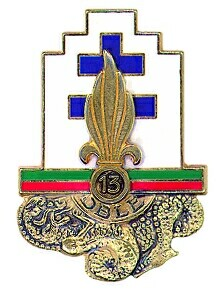
Distintivo da 13.ª Meia-Brigada da Legião Estrangeira

A 13.ª Meia-Brigada da Legião Estrangeira (francês: 13e Demi-Brigada de Légion Étrangère) é uma  semi-brigada de infantaria mecanizada da Legião Estrangeira Francesa. É a única permanente semi-brigada no exército francês.

## História
A 13.ª foi criada em fevereiro de 1939 em Sidi Bel Abbès na Argélia, com o seu quadro criado a partir do 1er Régiment étranger. A 13.ª lutou durante a Segunda Guerra Mundial para as Forças Francesas Livres, incluindo a Batalha de Narvik e a Batalha de Bir Hakeim. A unidade lutou na Guerra da Indochina francesa e sofreu pesadas perdas na batalha de Dien Bien Phu.